# Leatherman (vagabund)
El Leatherman (es. 1839-1889), «l'home de cuir», va ser un rodamón famós pel seu vestit i roba feta de cuir que va viatjar en un circuit entre Connecticut i el Riu Hudson entre els anys 1856 i 1889 aproximadament. Tot i que el seu origen és desconegut, es pensa que era canadenc o possiblement francès, per la seva fluïdesa en l'idioma francès, el seu maldestre anglès i el llibre d'oracions en francès trobat sobre ell després de la seva mort. Encara que de vegades ha estat identificat com Jules Bourglay, no es té certesa sobre la seva identitat.